# Kleť csillagvizsgáló

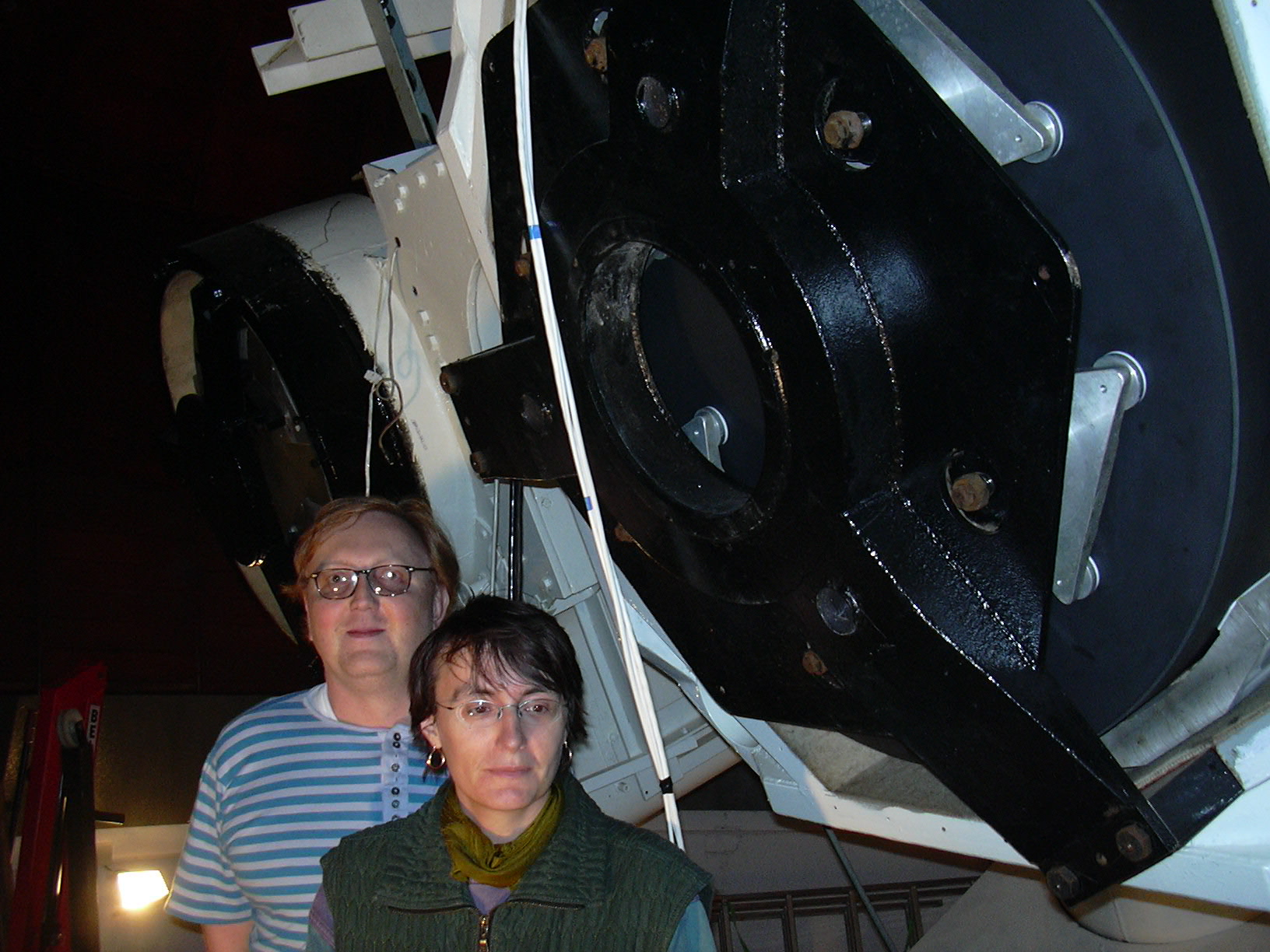
Jana Tichá és Miloš Tichý a csillagvizsgálóban

A Kleť csillagvizsgáló (Hvězdárna Kleť) egy csillagászati obszervatórium Csehországban.

## Helyszín és műszerezettség
A csillagvizsgáló Dél-Csehországban, a Kleť nevű hegyen, Český Krumlov város közelében található, 1070 m magasságban, így ez a legmagasabban fekvő csillagvizsgáló Csehországban. Csillagászok építették 1958 és 1961 között, és 1996-ig itt működött Csehország legnagyobb lencsés távcsöve, egy 0,63 méteres Makszutov távcső. 2002 óta a főműszer az 1,06 m tükör átmérőjű, f/3 fényerejű, a jénai Carl Zeiss cég által gyártott teleszkóp.

## Kutatók
Antonín Mrkos csillagász 1966-tól 1991-ig dolgozott az obszervatóriumban. Az általa felfedezett egyik kisbolygó, a 2199 Kleť nevet viseli, a hegy és az obszervatórium neve után. Az elmúlt évtizedek alatt 2021-ig 1023 kisbolygó felfedezése fűződik az itt folyó munkához, melyek közül több tucat végleges nevet is kapott.
Jelenleg Jana Tichá és Miloš Tichý csillagászok dolgoznak az obszervatóriumban. Az utóbbi nevéhez fűződik a 196P/Tichý rövid periódusú üstökös felfedezése.

## Fordítás
- Ez a szócikk részben vagy egészben  a   Kleť-Observatorium című német Wikipédia-szócikk fordításán alapul.  Az eredeti cikk szerkesztőit annak laptörténete sorolja fel. Ez a jelzés csupán a megfogalmazás eredetét és a szerzői jogokat jelzi, nem szolgál a cikkben szereplő információk forrásmegjelöléseként.